# 彭镇 (成都市)

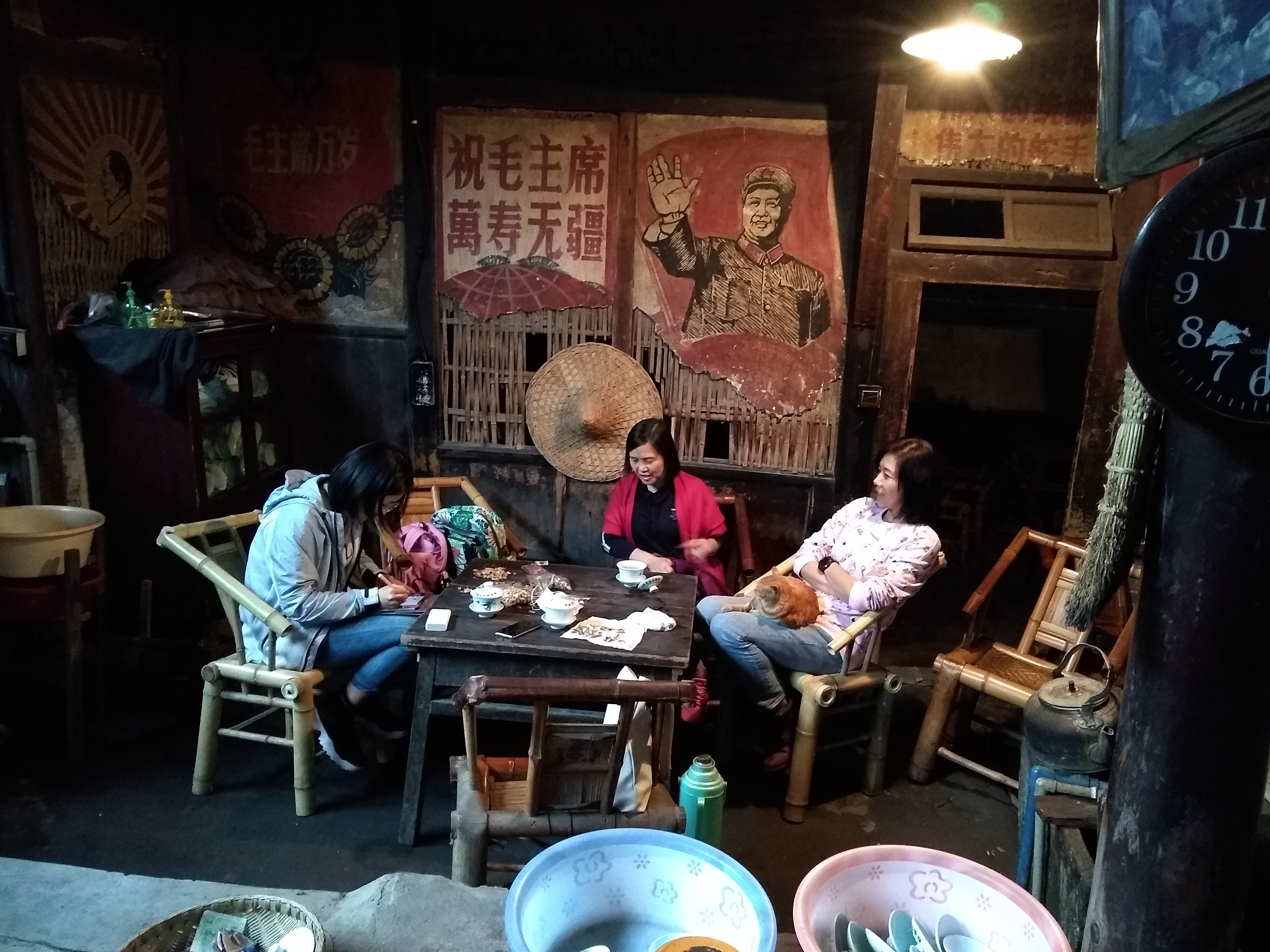
彭镇观音阁老茶馆，成都市历史建筑

彭镇，是中华人民共和国四川省成都市双流区下辖的一个乡镇级行政单位。彭镇人民政府驻交通路三段70号。

## 历史沿革
旧名永丰场。始建于明代永乐年间。清初毁于兵燹，乾隆28年（1763年）重建。因有丹棱彭端淑家族一支徙居于此，故名彭家场。中共建政后设置彭家镇属第三区。1953年彭家镇划分为彭镇、彭镇乡。1958年撤销彭镇建制，由彭镇乡、擦耳乡、红石乡、柑梓乡合并成立东风人民公社。1983年建立彭镇乡。1984年复为彭镇。1992年彭镇、柑梓乡合并，仍名彭镇。
2019年12月，撤销金桥镇，将其所属行政区域划归彭镇管辖。

## 行政区划
彭镇下辖以下地区：
彭家场社区、燃灯社区、羊坪社区、光荣社区、金湾社区、歧阳社区、柑梓社区、福田社区、兴福社区、沿河坝村、布市村、木樨村和常存村。